# Halma

Tableros con indicadores de los campos para 2 y 4 jugadores.

Halma (de la palabra griega ἅλμα, que significa "salto") es un juego de tablero inventado en 1883 o 1884 por un cirujano plástico estadounidense en la Escuela Médica de Harvard, George Howard Monks. La inspiración fue un juego inglés llamado Hoppity, concebido en 1854.
El equipo de juego consiste en un tablero cuadriculado, dividido en una cuadrícula de  16 × 16 casillas. Las piezas son típicamente negras y blancas para los juegos con dos jugadores, y de diversos colores (o cualquier otra distinción) en los juegos de cuatro jugadores.

## Resumen
El juego puede ser jugado por dos o cuatro jugadores en las puntas opuestas del tablero. El objetivo del juego consiste en transferir la totalidad de las piezas propias al campo contrario en la esquina opuesta. Cada turno, un jugador mueve una sola pieza a un escaque adyacente, o salta sobre una o más piezas en secuencia.

## Reglas del juego

### Posición inicial
- El tablero consiste en una cuadrícula de 16 por 16 escaques.
- Los escaques son adyacentes horizontalmente, verticalmente o diagonalmente.
- Un juego puede ser jugado por dos o cuatro jugadores.
- Cada campo de cada jugador consiste en un grupo de casillas adyacentes en una esquina del tablero. Estos campos están delineados en el tablero.
  - Para juegos de dos jugadores, el campo de cada jugador es un conjunto de 19 escaques. Los campos se encuentran en esquinas opuestas.
  - Para juegos de cuatro jugadores, el campo de cada jugador es un conjunto de 13 escaques. Cada una de las cuatro esquinas del tablero es un campamento.
- Cada jugador tiene un set de piezas de un color distinto, del mismo número de escaques en cada campamento.
- El tablero comienza con todos los escaques del campo de cada jugador ocupados por una pieza del color de ese jugador.

### Objetivo
- El objetivo es hacer que todas las piezas propias ocupen el campo contrario, es decir, el campo diagonalmente opuesto al propio.

### Secuencia de juego
- Los jugadores al azar determinan quién tendrá el primer turno.
- El turno de cada jugador consiste en mover una sola pieza del color propio en una de las siguientes formas:
  - Un movimiento a una casilla vacía:
    - Colocar la pieza en una casilla adyacente vacía.
    - Este movimiento termina la jugada.

  - Uno o más saltos sobre piezas adyacentes:
    - Una pieza adyacente de cualquier color puede ser saltada si hay una casilla vacía adyacente en el lado opuesto de esa pieza.
    - Colocar la pieza en la casilla vacía en el lado opuesto de la pieza, de un salto.
    - La pieza sobre la que se saltó no se ve afectada y permanece en el tablero.
    - Después de cualquier salto, se pueden realizar más saltos utilizando la misma pieza, o terminar la jugada.
- Una vez que una pieza ha llegado al campamento contrario, no puede abandonarlo.
- Si al acabar el movimiento se ocupan todos los escaques del campamento opuesto, se termina el juego y se proclama vencedor al jugador que ha hecho dicha jugada.
- De lo contrario, después de que cada jugador mueva, se continúa con el siguiente jugador a la izquierda moviendo.

## Comparación con otros juegos
- La mecánica de salto de las piezas es un reminiscente de las damas pero difiere en que no se capturan las piezas enemigas ni se las quita del tablero de otra forma, no hay salto obligatorio.

- Las damas chinas fueron originalmente publicadas en 1892 como Stern-Halma ("Estrella Halma" en idioma alemán) y luego renombradas en el mercado de los Estados Unidos para parecer más exóticas. El nombre es engañoso, ya que el juego no tiene ninguna conexión histórica con China, ni tampoco es un juego de damas.

## Variantes
También hay variantes de 8×8 y 10×10 del tablero, cualquiera de ellas es adecuada para dos jugadores y hay 10 y 15 piezas por jugador, respectivamente. Hay varias versiones en línea en Internet, generalmente para dos jugadores, a su vez basadas en el juego.
Algunos sitios aplican una variante del juego con una regla que establece que un jugador pierde automáticamente si aún tiene piezas en su campo inicial después de un cierto número de movimientos (normalmente 30 para el juego de 8x8, 50 para el juego de 10x10). Los jugadores de avance rápido de vez en cuando intentan bloquear las piezas opuestas, pero esta táctica puede ser contraproducente si el otro jugador es consciente de ello. En las versiones no electrónicas, el número de movimientos normalmente no cuenta.

## Tácticas básicas
En comparación con otros juegos de mesa, el Halma tiene un comienzo, una mitad y un fin. El principio (antes de las piezas opuestas entren en contacto) es generalmente una batalla de grupos de piezas, con los jugadores usando sus aperturas favoritas. La mitad (cuando las piezas opuestas se están bloqueando o saltando entre sí) se suele caracterizar por un juego oportunista, el jugador con más paciencia para buscar oportunidades en todo el tablero, incluidas las que implican el moverse hacia atrás para avanzar, tendrá una ventaja. Los jugadores también deben posicionarse para el juego final (cuando las piezas opuestas se han pasado unas a otras y deben colocarse en la base), evitando rezagarse.
Como muchos juegos de tablero, el control temprano sobre el centro es una táctica clave, y proporciona movilidad adicional. Las piezas pueden formar una pared de bloqueo de dos capas, desviando al oponente del centro y forzándolo a una trayectoria más larga, sin embargo, si el oponente construye una pared adyacente, a continuación, el primer jugador en disolver su pared generalmente sufre una desventaja estratégica.
Es importante entender que las piezas se mueven más rápido en pareja que las piezas solitarias en el juego final. Esto significa que un jugador con un par de piezas dando "saltos de rana" tiene ventaja sobre un jugador con dos rezagadas individuales.
Los tableros más grandes tienen más combinaciones estratégicas disponibles que los tableros más pequeños, y el juego con cuatro jugadores ofrece más intriga táctica que el juego con dos jugadores.